# Вернон, Рой
Томас Ройстон Вернон (англ. Thomas Royston Vernon; 14 апреля 1937, Финнонгройу, Флинтшир — 4 декабря 1993, Блэкберн, Ланкашир) — валлийский футболист, нападающий. Прежде всего известный по выступлениям за клубы «Блэкберн Роверс», «Эвертон» и «Сток Сити», а также национальную сборную Уэльса.

## Клубная карьера
Во взрослом футболе дебютировал в 1955 году выступлениями за «Блэкберн Роверс», в котором провёл четыре сезона, принял участие в 131 матче чемпионата и забил 49 мачей. Большинство времени, проведённого в составе «Блэкберна», был основным игроком атакующего звена команды. В составе «Блэкберн Роверс» был одним из главных бомбардиров команды, имея среднюю результативность на уровне 0,37 гола за игру первенства.
Своей игрой за эту команду привлек внимание представителей тренерского штаба клуба «Эвертон», к составу которого присоединился в 1960 году. Сыграл за клуб из Ливерпуля следующие пять сезонов своей игровой карьеры. Играя в составе «ирисок» также выходил на поле в основном составе команды. В новом клубе был среди лучших голеадоров, отличаясь забитым голом в среднем в каждой третьей игре чемпионата.
В 1965 году заключил контракт с клубом «Сток Сити», в составе которого провёл следующие четыре года своей карьеры, однако дважды отдавался в аренду: в 1967 году в американский «Кливленд Стокерс», а в 1970 — в «Галифакс Таун».
После завершения аренды поехал в ЮАР, где недолго защищал цвета местного клуба «Кейптаун Сити», после чего вернулся в Англию, где в течение сезона играл за «Грэйт Харвуд». Завершил профессиональную игровую карьеру в южноафриканском клубе «Хелленик», за который недолго выступал в 1971 году.

## Выступления за сборную
В 1957 году дебютировал в официальных матчах в составе национальной сборной Уэльса. В течение карьеры в национальной команде, которая длилась 11 лет, провёл в форме главной команды страны 32 матча и забил 8 голов. В составе сборной был участником чемпионата мира 1958 года в Швеции.
Умер 4 декабря 1993 года на 57-м году жизни от рака.

## Достижения
- Чемпион Англии: 1962/63
- Обладатель Суперкубка Англии: 1963